# Eclissi solare del 16 dicembre 2047
L'Eclissi solare del 16 dicembre 2047  è un evento astronomico che avrà luogo il suddetto giorno attorno alle ore 23:50 UTC.

## Eclissi correlate

### Eclissi solari 2047 - 2050
Questa eclissi è un membro di una serie semestrale. Un'eclissi in una serie semestrale di eclissi solari si ripete approssimativamente ogni 177 giorni e 4 ore (un semestre) in nodi alternati dell'orbita della Luna.